# É
De É (onderkast é) is een in het Latijnse alfabet voorkomende letter. De letter wordt gevormd door het karakter E met een daarboven geplaatste accent aigu. Het teken komt van oorsprong voor in het Catalaans, Deens, Engels, Frans, Galicisch, Hongaars, IJslands, Iers, Italiaans, Kasjoebisch, Luxemburgs, Noors, Occitaans, Portugees, Slowaaks, Spaans, Tsjechisch, Vietnamees en het Zweeds, maar in leenwoorden komt de letter ook voor in het Nederlands.
De É stelt meestal een /e/ ofwel ee als in beek voor.

## Gebruik in het Nederlands
In de Nederlandse spelling komt de É of é niet heel veel voor. Het vaakst wordt de letter aangetroffen in leenwoorden uit het Frans, zoals café en rosé. Bij het woord "een" bepalen de accenten op de e, enkel als het niet duidelijk is uit de context, of er specifiek één ding van iets bedoeld wordt, of dat er een ding, als in het onbepaalde lidwoord, bedoeld wordt.
Op hoofdletters komen geen accenten, behalve als het hele woord in hoofdletters is geschreven: Eén is geen; ÉÉN IS GEEN.

## Tekencode
De kleine letter é is zowel in ANSI als in ISO 8859-15 0xE9 (233), en in Unicode dienovereenkomstig U+00E9 (233), en wordt dus in UTF-8 opgeslagen als 0xC3 0xA9 (195 169).

## Weergave op de computer
Het teken staat niet op een Nederlands toetsenbord, toch zijn er meerdere manieren om de É of é te typen. Ofwel met de combinatie apostrofteken en respectievelijk de E- of e-toets, ofwel met de ALT-code ALT+0201 (hoofdletter), of ALT+0233 (onderkast).
In HTML wordt voor de hoofdletter het commando &Eacute gebruikt; voor de onderkast &eacute.